# Tilletia colombiana
Tilletia colombiana är en svampart som beskrevs av Vánky 1995. Tilletia colombiana ingår i släktet Tilletia och familjen Tilletiaceae.   Inga underarter finns listade i Catalogue of Life.